# R.J. Hunter
Ronald Jordan Hunter, detto R.J. (Oxford, 24 ottobre 1993), è un ex cestista e allenatore di pallacanestro statunitense, di ruolo guardia.

## Carriera
Il 26 giugno 2015 viene selezionato al Draft dai Boston Celtics alla 28ª scelta.
Il 24 ottobre 2016, ovvero il giorno del suo compleanno viene tagliato dai Boston Celtics nonostante il suo contratto durasse fino al 2018. Il padre di R.J. ovvero Ron Hunter (coach universitario tra l'altro) arrivò a commentare in prima persona la delusione del figlio per il fatto di essere stato tagliato.
Il successivo 28 ottobre viene acquistato da free agent ai Chicago Bulls. Tuttavia dopo tre partite disputate e un po' di prestiti in D-League agli Windy City Bulls (franchigia affiliata ai Chicago Bulls), il 30 dicembre dello stesso anno Hunter viene tagliato.
Il 7 gennaio 2017 si trasferisce ai Long Island Nets andando a giocare in D-League.

## Statistiche

### College
| Anno      | Squadra      | PG | PT | MP   | TC%  | 3P%  | TL%  | RP  | AP  | PRP | SP  | PP   |
| --------- | ------------ | -- | -- | ---- | ---- | ---- | ---- | --- | --- | --- | --- | ---- |
| 2012-2013 | GSU Panthers | 31 | 31 | 33,5 | 43,9 | 36,5 | 77,6 | 5,1 | 1,8 | 1,7 | 0,8 | 17,0 |
| 2013-2014 | GSU Panthers | 33 | 32 | 33,5 | 44,4 | 39,5 | 88,2 | 4,6 | 1,7 | 1,9 | 0,9 | 18,3 |
| 2014-2015 | GSU Panthers | 35 | 35 | 37,0 | 39,5 | 30,5 | 87,8 | 4,7 | 3,6 | 2,1 | 1,0 | 19,7 |
| Carriera  | Carriera     | 99 | 98 | 34,7 | 42,3 | 35,4 | 85,3 | 4,8 | 2,4 | 1,9 | 0,9 | 18,4 |

### NBA

#### Regular Season
| Anno      | Squadra         | PG | PT | MP   | TC%  | 3P%  | TL%  | RP  | AP  | PRP | SP  | PP   |
| --------- | --------------- | -- | -- | ---- | ---- | ---- | ---- | --- | --- | --- | --- | ---- |
| 2015-2016 | Boston Celtics  | 36 | 0  | 8,8  | 36,7 | 30,2 | 85,7 | 1,0 | 0,4 | 0,4 | 0,1 | 2,7  |
| 2016-2017 | Chicago Bulls   | 3  | 0  | 3,0  | 0,0  | 0,0  | -    | 0,3 | 0,0 | 0,0 | 0,0 | 0,0  |
| 2017-2018 | Houston Rockets | 5  | 1  | 9,0  | 35,0 | 21,4 | 100  | 1,0 | 0,6 | 0,6 | 0,0 | 3,8  |
| 2018-2019 | Boston Celtics  | 1  | 0  | 26,0 | 46,2 | 40,0 | 50,0 | 3,0 | 3,0 | 1,0 | 0,0 | 17,0 |
| Carriera  | Carriera        | 45 | 1  | 8,8  | 37,1 | 29,5 | 81,8 | 1,0 | 0,4 | 0,4 | 0,1 | 3,0  |

#### Playoffs
| Anno     | Squadra        | PG | PT | MP  | TC%  | 3P%  | TL% | RP  | AP  | PRP | SP  | PP  |
| -------- | -------------- | -- | -- | --- | ---- | ---- | --- | --- | --- | --- | --- | --- |
| 2016     | Boston Celtics | 5  | 0  | 8,2 | 22,2 | 20,0 | -   | 1,2 | 0,6 | 0,0 | 0,2 | 1,0 |
| Carriera | Carriera       | 5  | 0  | 8,2 | 22,2 | 20,0 | -   | 1,2 | 0,6 | 0,0 | 0,2 | 1,0 |

### G League
| Anno      | Squadra          | PG  | PT  | MP   | TC%  | 3P%  | TL%  | RP  | AP  | PRP | SP  | PP   |
| --------- | ---------------- | --- | --- | ---- | ---- | ---- | ---- | --- | --- | --- | --- | ---- |
| 2015-2016 | Maine Red Claws  | 8   | 5   | 30,8 | 35,9 | 29,6 | 74,1 | 4,1 | 3,0 | 1,9 | 0,6 | 13,8 |
| 2016-2017 | Windy City Bulls | 5   | 5   | 34,6 | 31,3 | 19,1 | 76,2 | 4,8 | 4,6 | 2,0 | 0,2 | 18,6 |
| 2016-2017 | Long Island Nets | 24  | 13  | 30,1 | 40,6 | 35,2 | 77,6 | 2,1 | 3,0 | 1,0 | 0,6 | 18,1 |
| 2017-2018 | R.G.V. Vipers    | 45  | 28  | 30,8 | 44,4 | 37,7 | 80,3 | 3,4 | 3,2 | 1,5 | 0,5 | 20,4 |
| 2018-2019 | Erie BayHawks    | 22  | 22  | 33,2 | 42,7 | 34,6 | 85,6 | 5,7 | 4,4 | 2,0 | 1,0 | 22,0 |
| 2018-2019 | Maine Red Claws  | 22  | 20  | 32,6 | 37,1 | 33,3 | 79,6 | 4,9 | 4,0 | 1,2 | 1,1 | 14,8 |
| 2019-2020 | C.P. Skyhawks    | 10  | 4   | 23,9 | 34,6 | 29,6 | 64,7 | 3,3 | 3,0 | 1,4 | 0,5 | 9,0  |
| 2023-2024 | Greens. Swarm    | 42  | 30  | 26,6 | 41,5 | 37,9 | 78,0 | 2,9 | 2,6 | 1,2 | 0,9 | 14,0 |
| Carriera  | Carriera         | 178 | 127 | 29,9 | 41,0 | 35,3 | 79,6 | 3,6 | 3,3 | 1,4 | 0,7 | 17,1 |